# Карачаколь (озеро)
Карачаколь (каз. Қарашакөл) — озеро в Карабалыкском районе Костанайской области Казахстана. Находится в 6 км к северо-западу от села Первомайское, в 7 км к юго-востоку от села Карачаколь.
По данным топографической съёмки 1958 года, площадь поверхности озера составляет 1,62 км². Наибольшая длина озера — 2,2 км, наибольшая ширина — 1,2 км. Длина береговой линии составляет 5 км, развитие береговой линии — 1,1. Озеро расположено на высоте 207,7 м над уровнем моря.